# Polo Nández
Felipe José Fernández González (León, España), conocido profesionalmente como Polo Nández, es un cantante y compositor español que comenzó su carrera musical en solitario en 2017.

## Carrera musical
A los ocho años, una lesión de cadera llevó a Polo Nández a apartarse del fútbol, su principal interés hasta ese momento, y a iniciarse en la música, desarrollando su carrera como cantante y compositor.
En 2017 ganó un concurso a nivel local, lo que le impulsó a comenzar su carrera musical con el lanzamiento de su primer sencillo, “Me voy contigo”. Esta canción lo llevó a participar en la gira de verano de Cadena Dial a nivel local, donde conoció a los productores musicales Nabález y Mango, quienes produjeron sus siguientes sencillos “Animal” y “Apagar la luz”. Este nuevo repertorio le permitió formar parte, en 2019, de la gira nacional de Los40 y Cadena Dial.
En 2022, su sencillo “Latidos” abrió las puertas de la radio musical en España y le valió una nominación como mejor artista revelación en los Los40 Music Awards. En 2023 repitió éxito con el sencillo *“Quiero que vuelvas”*, que lo posicionó como mejor artista en la lista de Los40 y le permitió participar en eventos como el Los40 Primavera Pop en el Wizink Center (Madrid) y Vive Dial, organizado por Cadena Dial.
En 2023 compuso “De viernes”, tema principal del programa homónimo de Telecinco emitido en horario estelar. En 2024, junto a la artista Mar Lucas, lanzó su sencillo “Parte de mí”, con amplia difusión en las principales emisoras de radio a nivel nacional. Ese mismo año, inició su primera gira, “Parte de mí Tour”, logrando llenos totales en León y Madrid. También fue parte de importantes festivales como On Festival, Festival Tenerife Vive +, Coca Cola Music Experience y Los40 Summer Live, entre otros.

## Discografía

### Sencillos
| Año  | Título                   | Álbum              |
| ---- | ------------------------ | ------------------ |
| 2017 | Me voy contigo           |                    |
| 2018 | Animal                   |                    |
| 2019 | Apagar la luz            |                    |
| 2022 | Latidos                  |                    |
| 2022 | No se vale ser tan guapa |                    |
| 2022 | Me encanta               |                    |
| 2023 | Quiero que vuelvas       |                    |
| 2023 | Quién me diría           |                    |
| 2023 | ¡De viernes!             | Sencillo sin álbum |
| 2024 | Parte de mí              |                    |
| 2024 | Darte like               |                    |
| 2024 | Dinero                   |                    |
| 2024 | Vente pa' aquí           |                    |

## Trayectoria televisiva
| Año  | Título           | Notas              | Cadena    |
| ---- | ---------------- | ------------------ | --------- |
| 2022 | Gala Noche Buena | Invitado           | Telecinco |
| 2023 | First Dates      | Invitado           | Cuatro    |
| 2023 | Fiesta           | Invitado           | Telecinco |
| 2023 | De viernes       | Sintonía principal | Telecinco |
| 2024 | Fiesta           | Invitado           | Telecinco |
| 2024 | Gala Noche Buena | Invitado           | Telecinco |

## Nominaciones
- 2022: "Mejor Artista Revelación" en los Los40 Music Awards
- 2023: "Mejor Artista del 40 al 1" en los Los40 Music Awards
- 2024: "Mejor Artista Gira Los40 Summer Live" en los Los40 Music Awards

## Certificaciones
| Canción    | Certificación |
| ---------- | ------------- |
| Sin perdón | Disco de oro  |